# 未来聖闘士Ω〜セイントエボリューション〜
「未来聖闘士Ω〜セイントエボリューション〜」（セイントエボリューション）は、流田Projectの楽曲。同グループ初のシングルとして2013年6月26日に日本コロムビアから発売された。COCA-16745。

## 概要
カバーアルバムを数枚リリースした事はあるが、シングルに関しては今作が初となる。
本曲は、テレビアニメ『聖闘士星矢Ω』新生聖衣編のオープニングテーマに起用された。制作に際し流田は、『聖闘士星矢』のイメージを崩さず楽曲を盛り上げたかったため、イントロに「セイントセイヤ」を入れたり「ペガサス幻想」の様な曲調にをギターが活躍するバンドサウンドとシンセサイザーによるキラキラ感でアレンジしたという。また、歌詞中の「新たなΩの神話が いま始まる」は、物語の始まりを表現するために敢えてストレートにしたという。
レコーディングでは『聖闘士星矢』のアツさを伝えるためにサビの爆発をAメロとBメロでも表現したという。Bメロに関しては声の抑えよりも世界観を表現できたことを明かしており、歌い方もスタッフとの協議の上Ω世界観に最も適しているものにしたという。なお1番は各感情毎に異なる歌い方を表現したかったので、まず光牙の感情とそれに対する仲間の思いをプロデューサーに聞き、その上で流田Projectの思いも取り入れたので収録には時間がかかったという。
PVは、メンバーの演奏を小学校低学年の少年が見物し、最後にメンバー全員が作成した仮面を少年が被る内容となっているが、この発想は無印のメンバーがΩにバトンタッチすることと、仮面とクロスを引っ掛けて考案された。なおビデオ中では他にもおもちゃのギター、くまのぬいぐるみが登場することからΩの試聴層である子供を意識していることが伺われる。
シングルの2曲目「fate to soldier」は、疾走感のあるカッコいい曲のため、A・Bメロよりもサビが盛り上がる構成にしたという。ちなみに2番のサビで現れる「輝き続ける金色の〜」は、ゴールドクロスが描写されている。しかしそれ以外は表題曲に比べ婉曲な言い回しになっている。
シングルの3曲目「愛しき日々」は、聖闘士星矢Ωにもしエンディングテーマがあるならばと想定し、光牙の思いを折り交ぜて作成したバラーソドング。タイトルは、ファンへの感謝を込めて付けられた。

## 収録曲
| #         | タイトル                                                                                             | 作詞        | 作曲        | 編曲                    | 時間  |
| --------- | --- | ----------- | ----------- | ----------------------- | ----- |
| 1.        | 「未来聖闘士Ω〜セイントエボリューション〜」(テレビアニメ『聖闘士星矢Ω』新生聖衣編オープニングテーマ) | 森由里子    | 岩崎貴文    | 大石憲一郎・流田Project | 4:09  |
| 2.        | 「fate to soldier」                                                                                  | 流田Project | 流田Project | 流田Project             | 4:15  |
| 3.        | 「愛しき日々」                                                                                       | 流田Project | 流田Project | 流田Project             | 4:49  |
| 4.        | 「未来聖闘士Ω〜セイントエボリューション〜（Instrumental）」                                          |             |             |                         |       |
| 5.        | 「fate to soldier（Instrumental）」                                                                  |             |             |                         |       |
| 6.        | 「愛しき日々（Instrumental）」                                                                       |             |             |                         |       |
| 合計時間: | 合計時間:                                                                                            | 合計時間:   | 合計時間:   | 合計時間:               | 26:23 |

## 収録アルバム
- fake